# Nong-khlao
Nong-khlao o Nongkhlao és un dels estats Khasis de Meghalaya.
El 1881 tenia una població de 7.389 habitants i el 1901 de 9.715 habitants i els seus ingressos s'estimaven en 2.350 rúpies. Els principals productes de l'estat són papates, arròs, mill, i moresc. Es fabriquen aixades i destrals. El seu cap porta el títol de siem i el 1881 era U Kin Singh
El 1826 el siem va signar un tractat amb els britànics pel que alguns europeus podrien creuar l'estat, i fou el primer estat khasi que ho va fer. Prop de la població de Nongkhlao, la capital de l'estat, els tinents Bedingfield i Burlton foren massacrats junt amb la seva escorta de sipais, el 1829 per uns 50 o 60 natius, i fou el principi de la lluita contra els khasis que amb diverses alternatives va durar fins a 1833. Nang-khlao fou escollida com a primera residència de l'agent polític a les Muntanyes Khasi, però poc després fou traslladada a Cherrapunji i més tard Shillong. El 1867 es va establir una plantació de quina (cincona) de la que s'extreu la quinina, però la qualitat era dolenta degut a l'altura i la plantació fou abandonada.